# Saturn Corporation

Logo von Saturn

Saturn war eine zum US-Automobilkonzern General Motors gehörende Automarke. Sie sollte ab 1990 mit preisgünstigen Modellen und Importwagen auf dem US-amerikanischen Markt konkurrieren. Die Produktion von Saturn-Automobilen endete nach dem Konkurs der Muttergesellschaft und vergeblichen Verkaufsbemühungen am 31. Oktober 2010.

## Geschichte
Der erste Saturn verließ das Werk in Spring Hill, Tennessee, am 30. Juli 1990. Saturn-Automobile wurden vornehmlich in den USA, Kanada, und Puerto Rico vertrieben. General Motors betrieb mit dieser Marke eine Modellpolitik, die von europäischen Einflüssen geprägt war; den steigenden Treibstoffpreisen sollte Rechnung getragen werden.
Waren das erste paar Modell, die Saturn S-Series, die Saturn L-Series, und der Saturn Vue noch Eigenentwicklungen, so basierten die späteren Modelle immer deutlicher auf Typen anderer Konzernmarken, wie Chevrolet, Opel, und Pontiac. So ist ein Saturn Aura eng mit dem Opel Vectra C verwandt und der Saturn Vue entspricht in der zweiten Generation dem Opel Antara.
Für den ab Herbst 2007 optisch praktisch unverändert als Saturn Astra übernommenen Opel Astra H rechnete General Motors zunächst mit einem Nordamerika-Import von 20.000 bis 100.000 Astras jährlich. Im Jahr 2007, nach der Markteinführung im Herbst, konnte Saturn etwa 40.000 Astra absetzen, musste im Verlauf des Jahres 2008 aber die Verkaufsprognosen nach unten korrigieren und den Import aus Europa vorübergehend einstellen.
Der in Deutschland im Frühjahr 2007 erschienene Opel GT ist das einzige Modell, das den umgekehrten Weg gegangen ist – in den USA hieß er Saturn Sky. Der Saturn Sky selbst basierte auf dem Pontiac Solstice. In den USA waren beide Fahrzeuge optional mit dem 2,0-Liter-Turbomotor „Ecotec“ ausgestattet, der auch im Opel GT, Cobalt SS und HHR SS zu finden ist, während ein 2,4-Liter-Reihenvierzylinder serienmäßig war. Der 2.4 Ecotec war in der Opel-GT-Variante nicht verfügbar. Der Opel GT war auch mit exklusiven Aschenbechern ausgestattet, die bei den US-Modellen in keinem Paket enthalten waren.
Nach dem Konkurs von General Motors im Jahre 2009 wurde Saturn im Zuge der Sanierungsbemühungen des Konzerns zum Kauf angeboten. Verhandlungen mit der Penske Automotive Group von Roger Penske scheiterten, da dieser für seine Pläne keinen internationalen Partner fand. Opel-Modelle erschienen nach der Saturn-Einstellung noch bei Buick, wie z. B. der Opel Insignia als Buick Regal, 2017 wurde Opel von GM an PSA veräußert.

## Modell
| Modell                         | Bilden                                    | Periode   |
| ------------------------------ | ----------------------------------------- | --------- |
| Saturn S-Series                | Kompaktwagen Kompaktlimousine und Coupé   | 1991–2002 |
| Saturn S-Series                | Kombilimousine und Postwagen              | 1993–2001 |
| EV1                            | Elektrofahrzeug                           | 1996–1999 |
| Saturn L-Series                | Mittelklasse-limousine und kombilimousine | 2000–2005 |
| Saturn Vue (Erste Generation)  | Kompakt-SUV                               | 2002–2007 |
| Saturn ION                     | Kompaktlimousine and Quad coupe           | 2003–2007 |
| Saturn Relay                   | Minivan                                   | 2005–2007 |
| Saturn Sky                     | Cabriolet                                 | 2007–2010 |
| Saturn Outlook                 | Volle Größe SUV                           | 2007–2010 |
| Saturn Aura                    | Mittelklasse-Limousine                    | 2007–2010 |
| Saturn Vue (Zweite Generation) | Kompakt SUV                               | 2008–2010 |
| Saturn Astra                   | Kompakt 3– und 5-türig Schrägheck         | 2008–2009 |

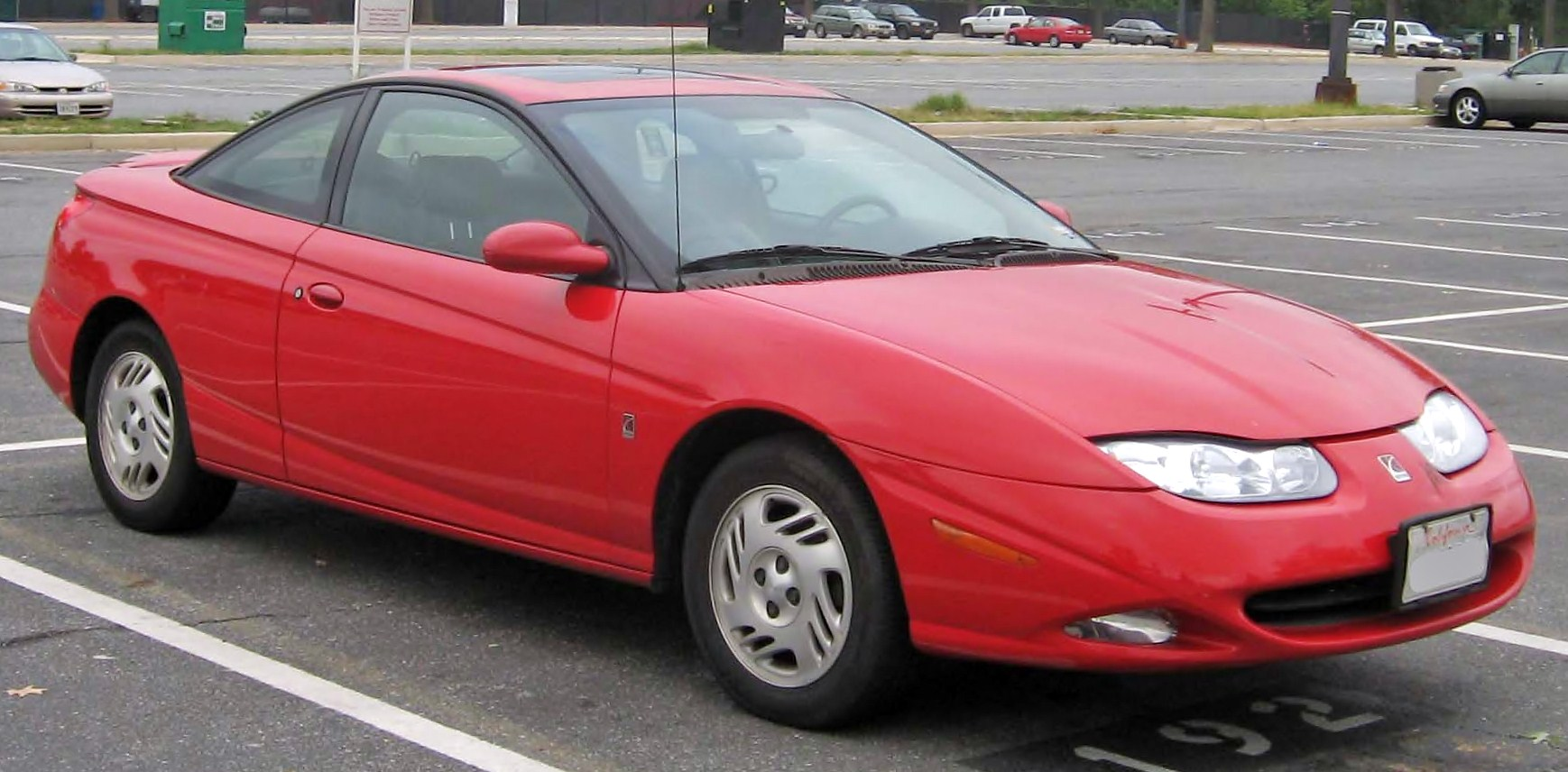
Saturn S-Series (1990–2002)
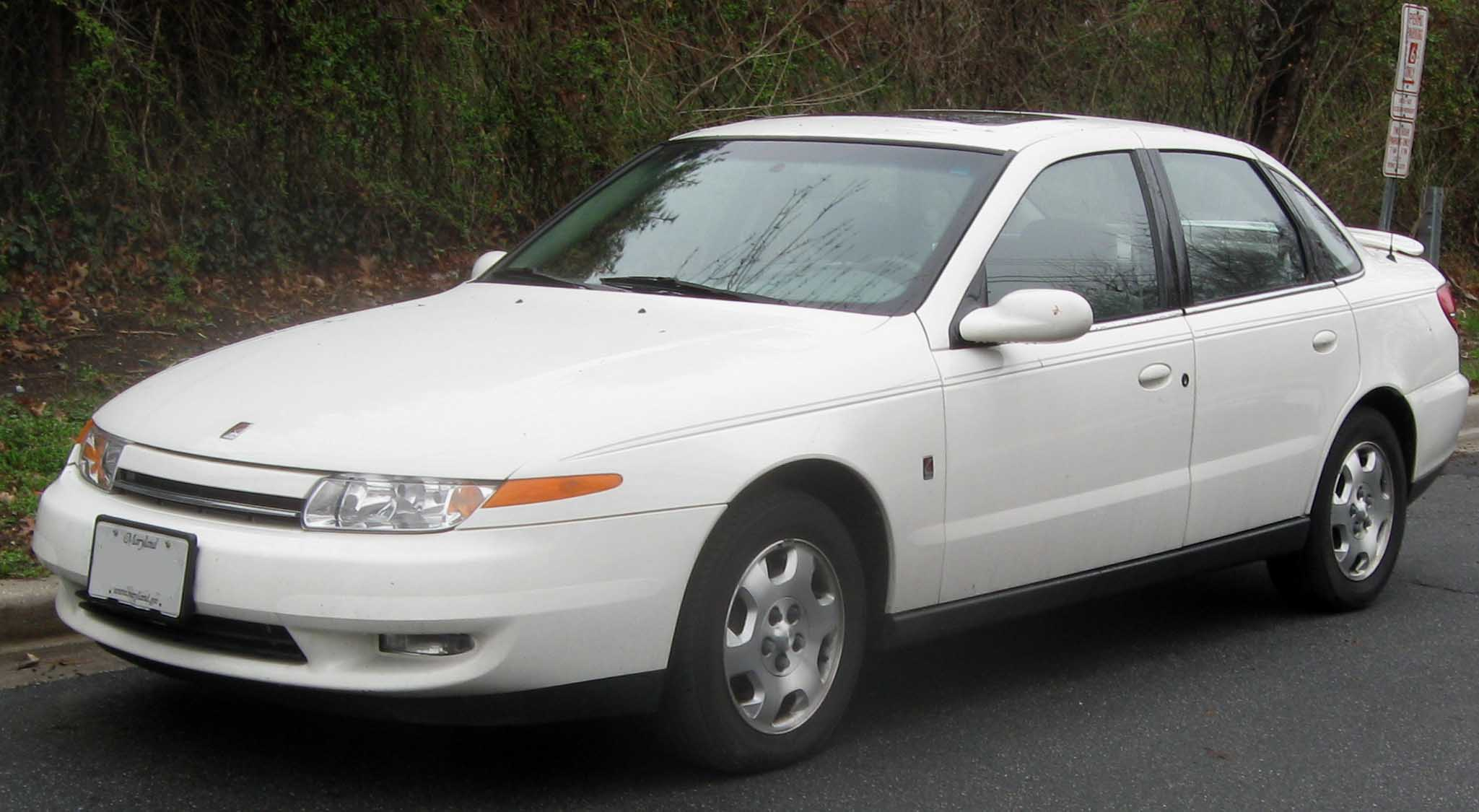
Saturn L-Series (1999–2004)
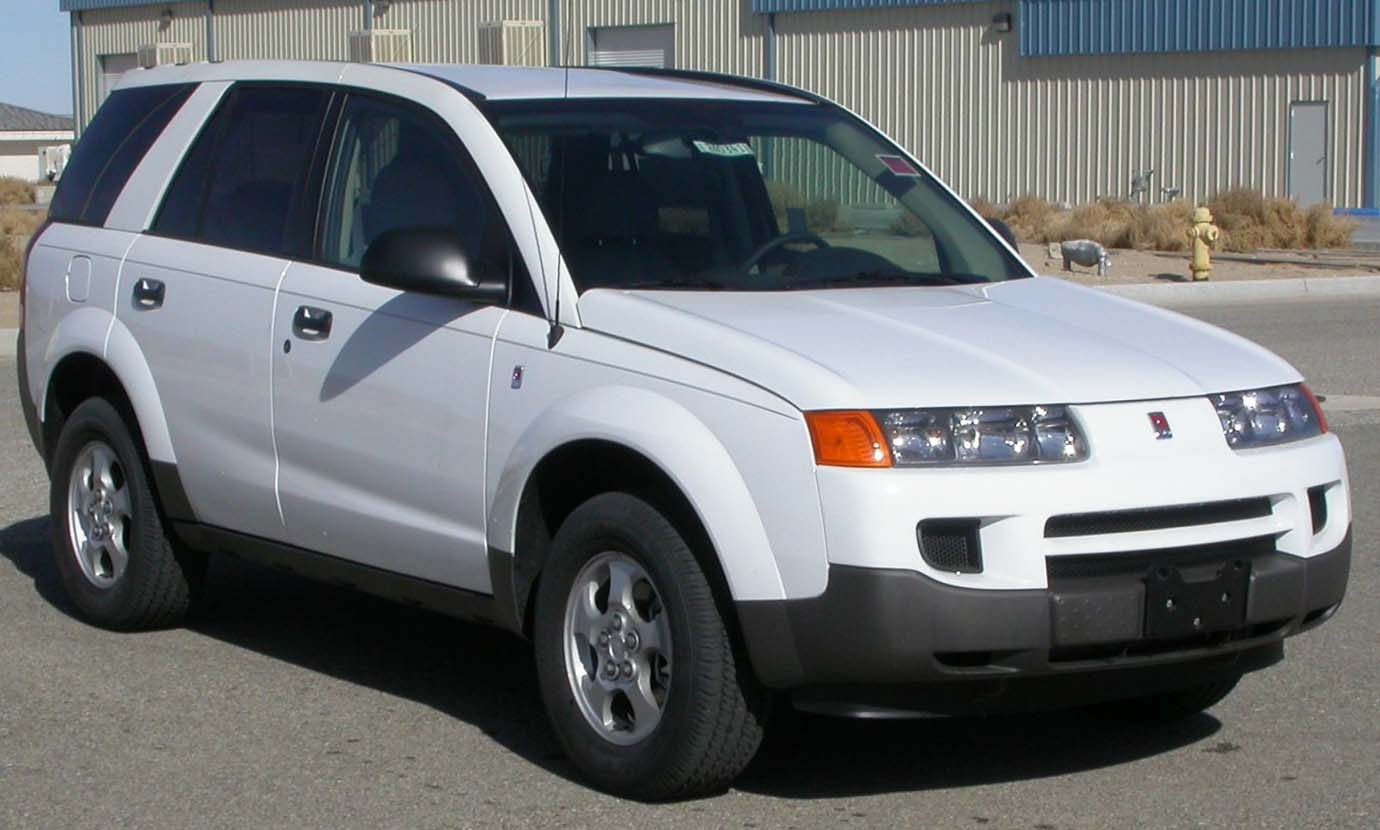
Saturn Vue – Erste Generation (2001–2007)
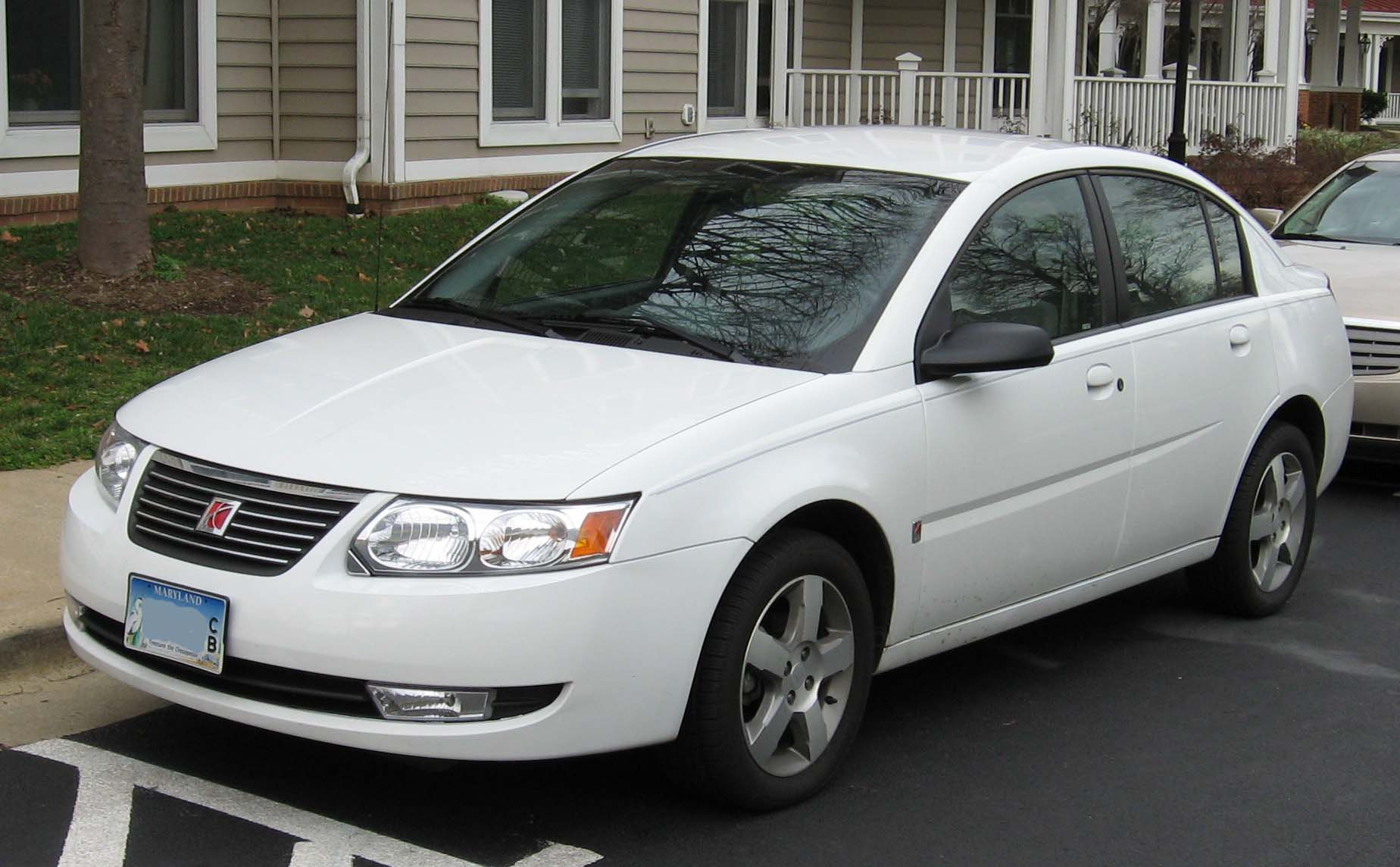
Saturn ION (2003–2007)
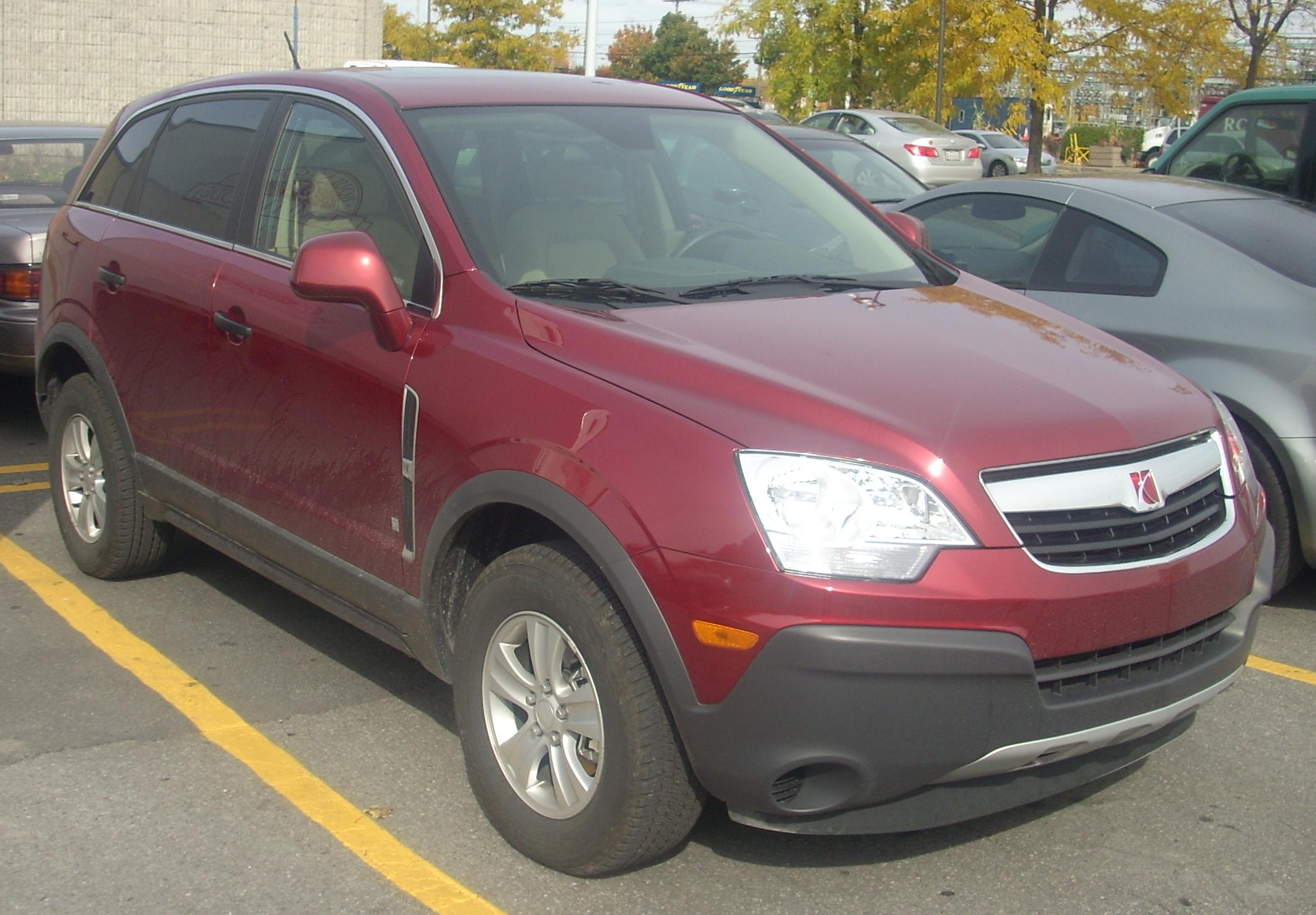
Saturn Vue – Zweite Generation (2007–2009)
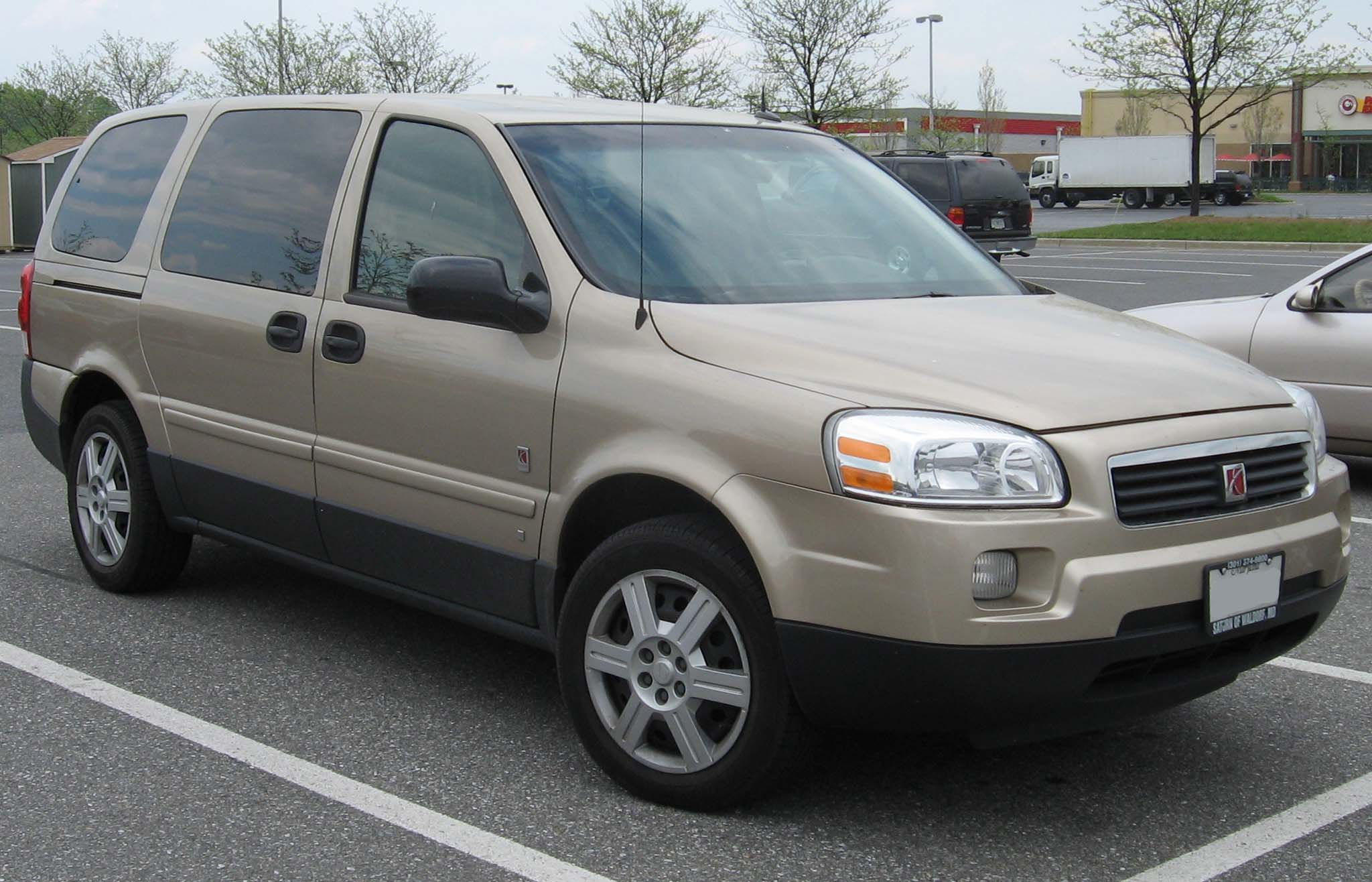
Saturn Relay (2005–2007)
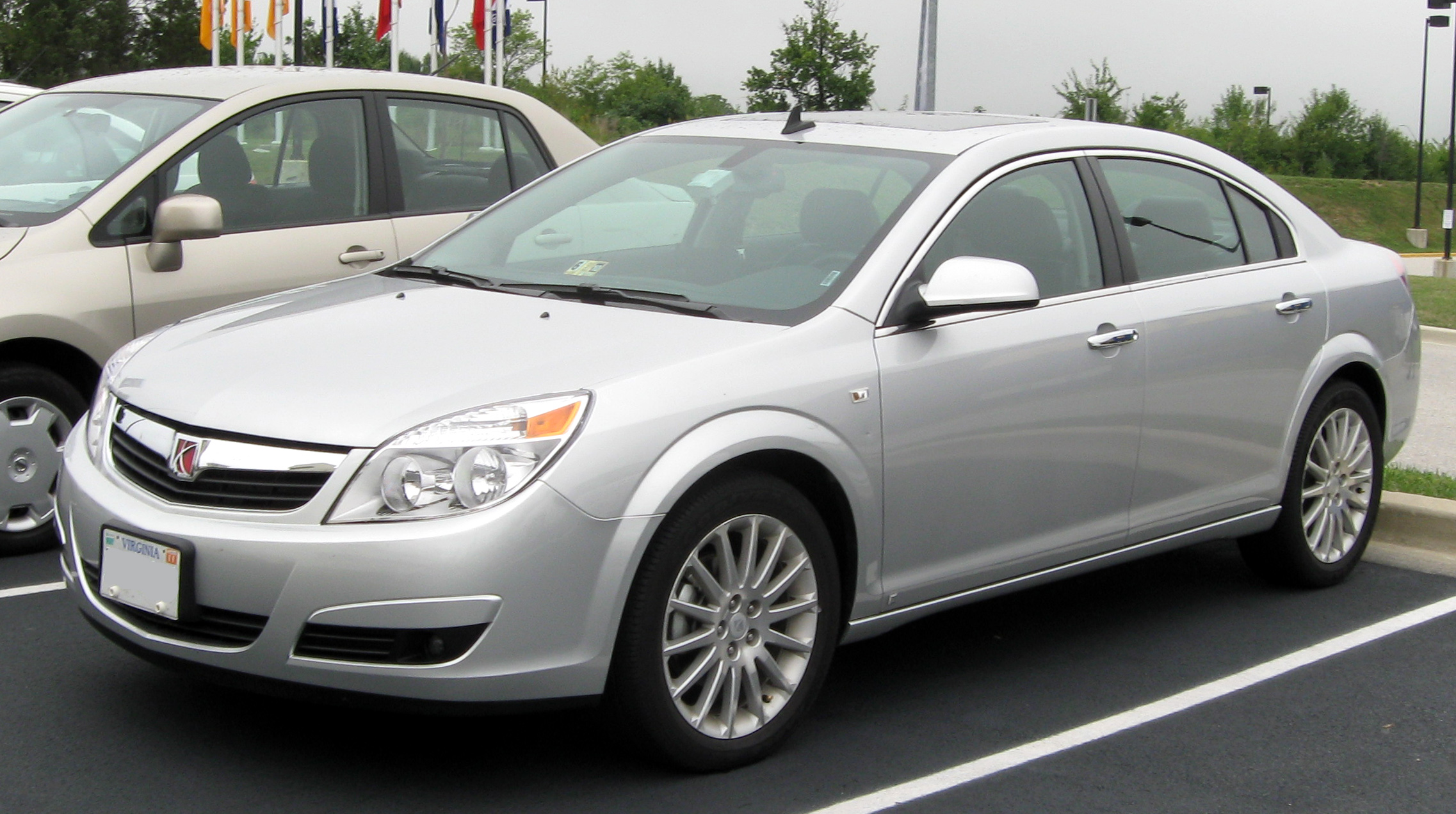
Saturn Aura (2006–2009)
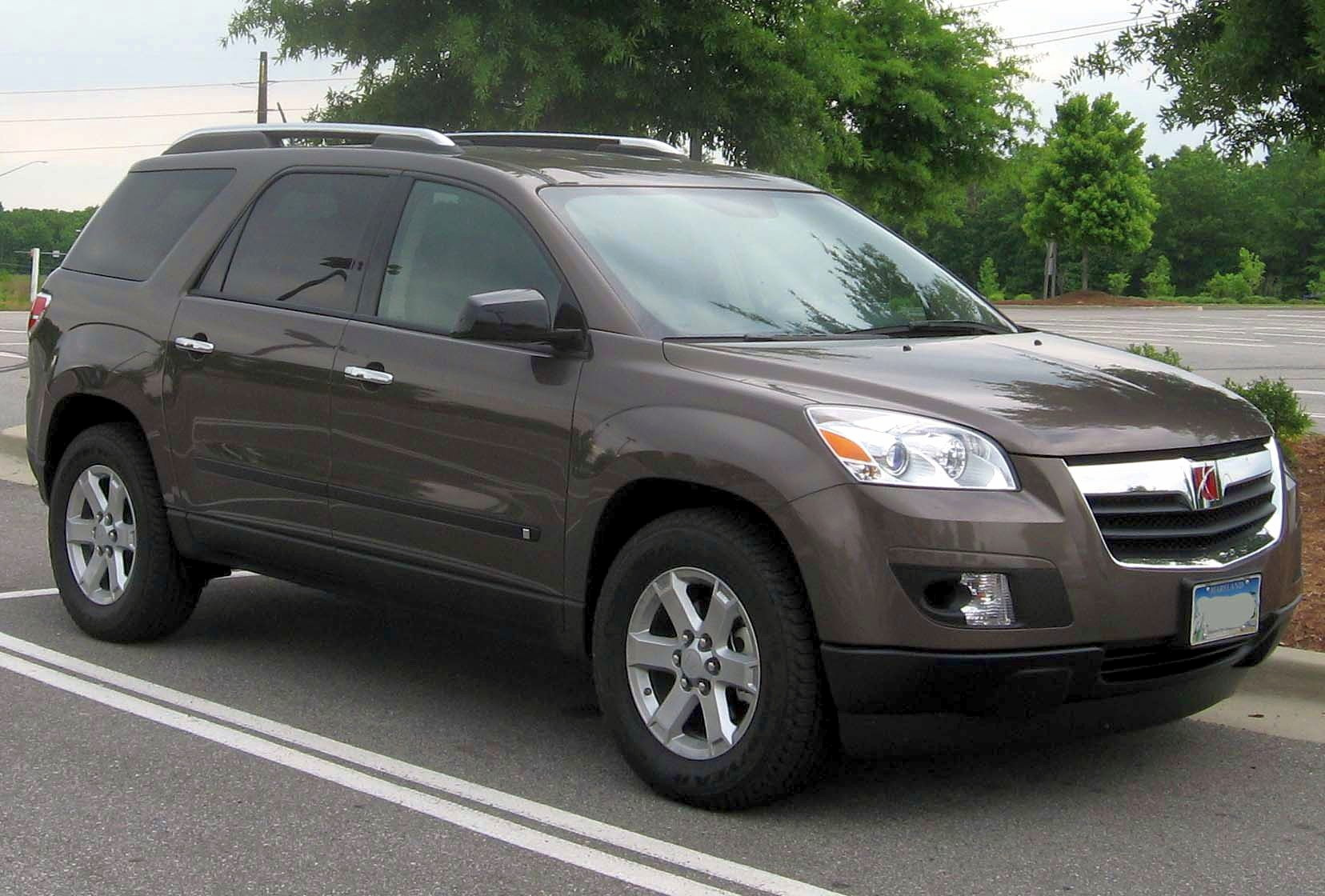
Saturn Outlook (2006–2009)
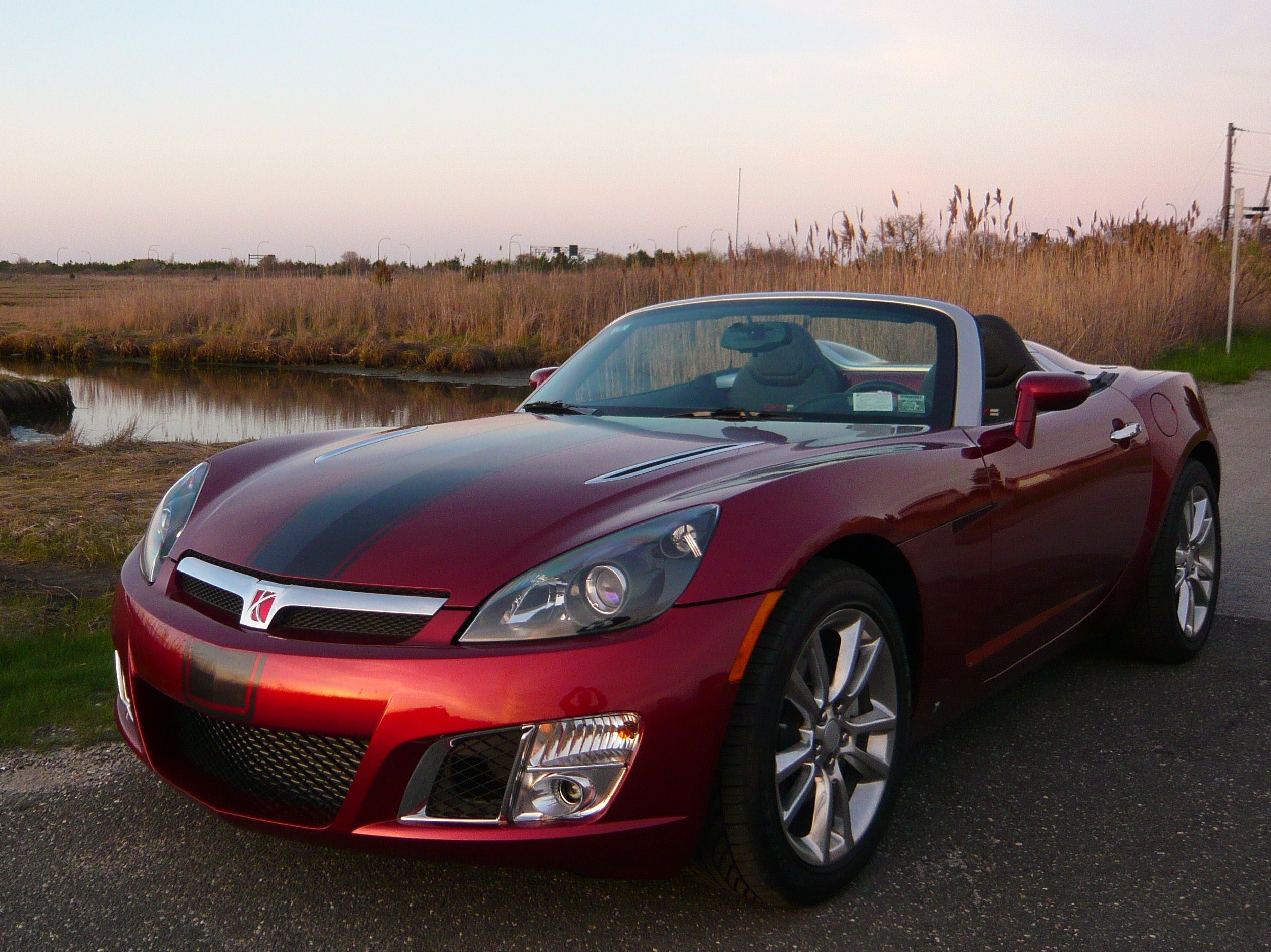
Saturn Sky (2006–2009)
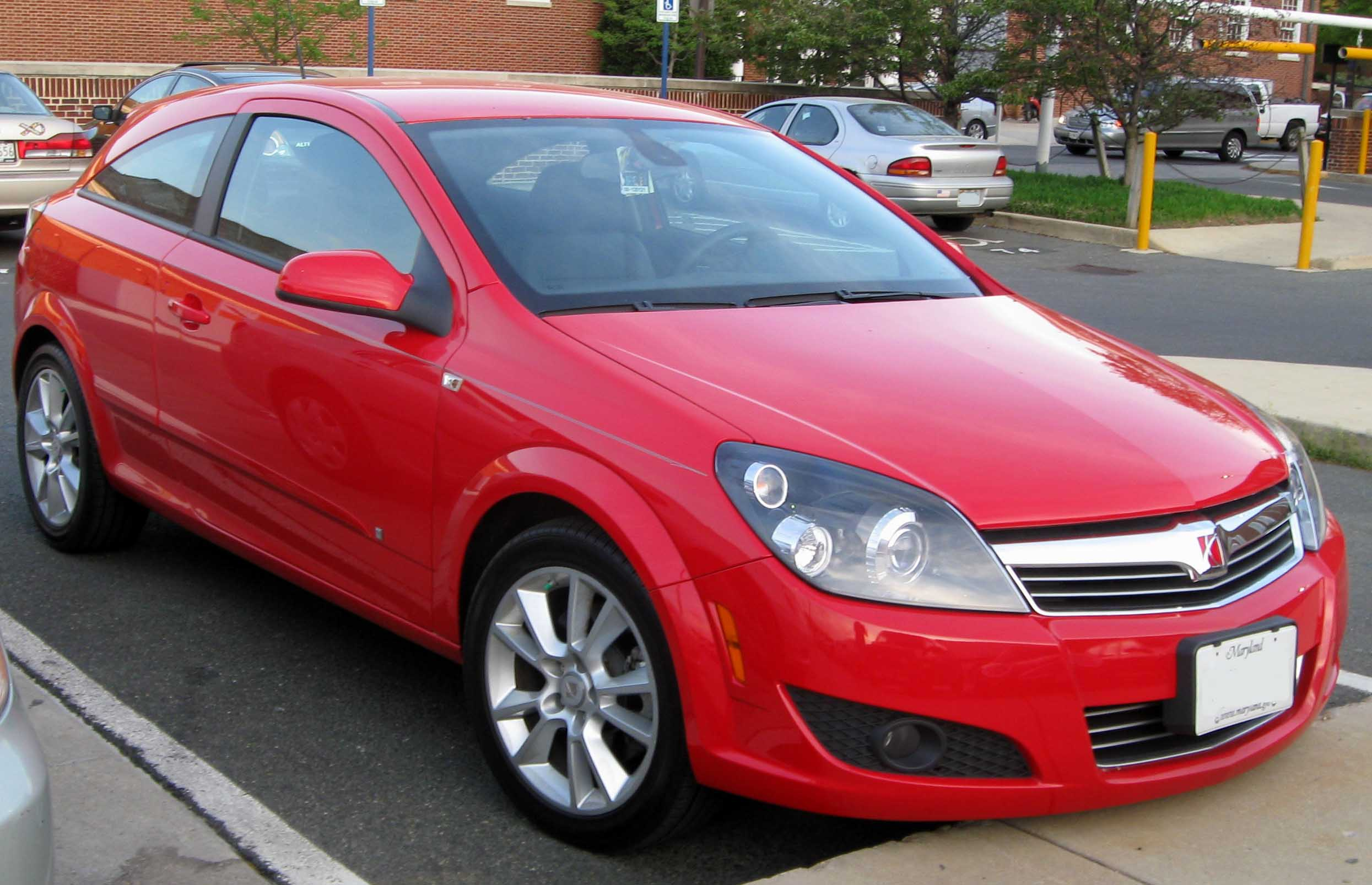
Saturn Astra (2007–2009)